# Wallabia bicolor
La wallabia (Wallabia bicolor, Lesson, 1828), detta anche wallabia delle paludi, è un piccolo marsupiale australiano appartenente alla famiglia dei Canguri (Macropodidae). Attualmente è considerata l'unica specie appartenente al genere Wallabia.

## Descrizione
Il nome scientifico è dovuto alla tipica colorazione della wallabia: il dorso e la testa sono bruno-rossicci, mentre il lato ventrale è di un colore arancione molto più chiaro. Ai lati del muso vi sono strisce chiare che vanno dalla bocca alle orecchie. Come tutti i canguri ha gli arti anteriori corti, quelli posteriori muscolosi e sviluppati e una coda lunga e forte.
La lunghezza del corpo è tra 66 e 85 cm, quella della coda è approssimativamente uguale, il peso è tra 10 e 20 kg. I maschi sono nettamente più grandi delle femmine.

## Distribuzione e habitat
È comune nell'Australia orientale e meridionale.  Gli habitat sono vari: paludi, mangrovie, foreste e praterie.

## Biologia

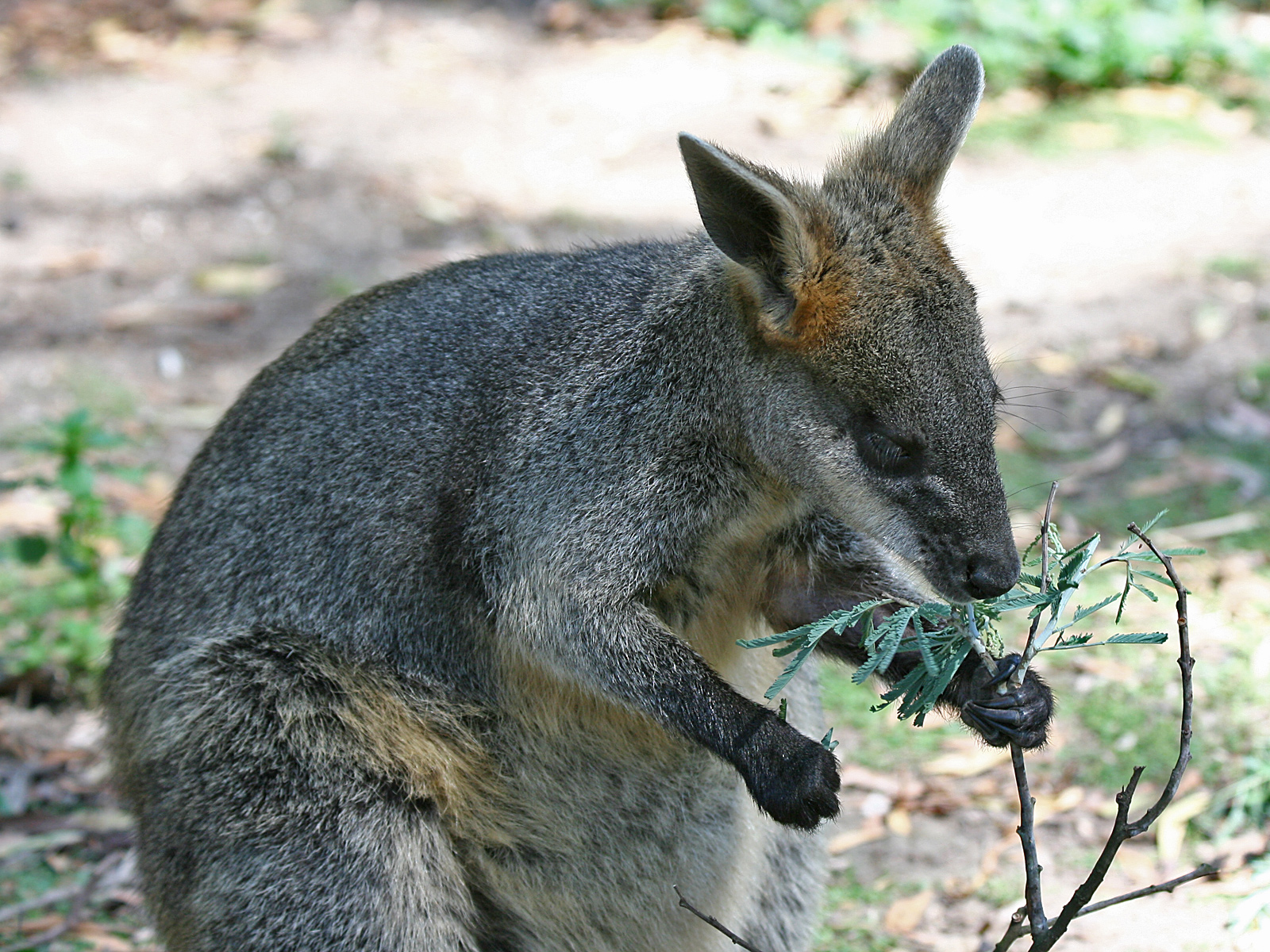
Una wallabia che bruca foglie; è da notare l’uso degli arti anteriori per afferrare la pianta.

Le wallabie sono animali notturni e per lo più solitari, ma a volte si riuniscono in gruppi casuali. 
Sono animali erbivori che, a differenza della maggior parte delle altre specie della famiglia, oltre e più che di erba preferiscono nutrirsi di foglie e cortecce.
Come gli altri canguri si muovono per lo più saltellando sulle zampe posteriori, ma l'andatura è caratteristica per la testa tenuta particolarmente bassa. A volte la deambulazione avviene usando tutte e quattro le zampe.

## Riproduzione e sviluppo
Le femmine hanno un marsupio con quattro mammelle. La gestazione dura circa 33-38 giorni e porta in genere alla nascita di un solo cucciolo che pesa meno di un grammo e trascorre 8-9 mesi nel marsupio della madre. La wallabia è l'unica specie di marsupiale che ha il ciclo estrale (che dura in media 34 giorni) più breve del periodo di gestazione; ciò significa che la femmina si accoppia e concepisce un nuovo embrione qualche giorno prima del parto del feto concepito precedentemente. Il nuovo embrione rimane in uno stato di sospensione delle attività vitali, detto diapausa embrionale, fino alla fine della fase di allattamento del cucciolo o eventualmente alla sua morte. Questo sistema di nascite ritardate assicura un ritmo regolare di nascite e sviluppi.
La maturità sessuale è raggiunta all'età approssimativa di 15 mesi. L'aspettativa di vita è stimata entro i 15 anni.

## Conservazione
Nonostante la riduzione dell'habitat dovuta all'attività umana, la specie, che è ancora molto diffusa, non è considerata a rischio di estinzione.